# Verts, Parti écologiste
Ne doit pas être confondu avec Mouvement écologiste indépendant.
Pour les articles homonymes, voir MEP.
Verts, Parti écologiste est une fédération d'associations écologiques, faiblement structurée, qui a été créée en 1974, renforcée en 1978, et qui a disparu en 1984. Il a porté le nom de Mouvement écologique de 1974 à 1978, de Coordination interrégionale des mouvements écologistes de 1978 à 1979, de Mouvement d'écologie politique de 1980 à 1982 et de Verts, Parti écologiste de 1982 à 1984. Il est l’un des « ancêtres » des Verts.

## Historique
À l'origine du Mouvement d'écologie politique se trouve la candidature de René Dumont lors de l'élection présidentielle française de 1974, au cours de laquelle le candidat écologique avait obtenu 1,32 % des votes. Dans cette première partie des années 1970, Brice Lalonde est le représentant le plus en vue de l'association Les Amis de la Terre et est l'ancien directeur de campagne de Dumont.
Le Mouvement écologique (ME) est créé le 9 novembre 1974 lors de la convention d'Issy-les-Moulineaux qui suit les assises de Montargis des 17 et 18 juin 1974, regroupant les mouvements Écologie et survie et Mouvement écologiste Rhône-Alpes ; ses principaux initiateurs et leaders sont Antoine Waechter, Solange Fernex, Philippe Lebreton, et François Degans. Cette confédération d'associations écologiques est animée par des bénévoles soudés par le « combat contre le nucléaire » et la protection de la faune et de la flore. Elle donne la priorité à la constitution de réseaux associatifs susceptibles d'avoir une action politique ponctuelle. En 1975, jugeant le mouvement trop peu représentatif des écologistes, l'association parisienne Les Amis de la Terre le quitte.
Le mouvement a dans un premier temps un rôle limité : diffusion des informations, coordination des campagnes nationales, représentation de l'écologisme auprès du grand public. Les adhésions individuelles sont interdites et ses ressources financières sont particulièrement limitées dans la mesure où elles proviennent exclusivement des cotisations des associations membres.
À partir de mai 1976, le Mouvement écologique est concurrencé par le regroupement des différentes associations Les Amis de la Terre, formalisé en octobre 1977 sous le nom Réseau des Amis de la Terre (RAT).
Lors des élections municipales de 1977, des listes écologistes sont déposées dans un peu plus de 60 communes de 33 départements. Les meilleurs scores sont obtenus dans les Hauts-de-Seine et les Yvelines, par exemple à Sceaux (27,1 %), au Chesnay (25 %) ou à La Celle-Saint-Cloud. Des résultats supérieurs à la moyenne sont également obtenus à Chambéry (19,5 %), Mulhouse (13,1 %), Paris (10,1 %), Grenoble (9,1 %) ou Lyon (8,6 %).
Aux élections municipales de 1977, le ME refuse toute alliance et tout désistement, stratégie qui paraît sectaire aux Amis de la Terre. Les composantes du Mouvement écologiste se rencontrent en juillet et en septembre 1977 pour tenter de mettre sur pied une plateforme commune en vue des élections législatives de 1978. Un groupe nommé Écologie 78 est formé à l'issue de ces discussions. Parallèlement toutefois, le groupement SOS Environnement se constitue lui aussi avec pour objectif de participer aux législatives. Les deux groupes trouvent finalement un accord et se présentent aux législatives sous le nom de Collectif Écologie 78. Un manifeste est publié, mais les groupes locaux conservent une large autonomie.
De plus, seuls 113 des plus de 200 candidats écologistes se présentent au nom de ce collectif et il y a deux candidats écologistes dans dix circonscriptions et trois candidats dans deux circonscriptions. Les candidats écologistes, toutes dénominations confondues, obtiennent 2.2% des voix au premier tour et aucun ne peut se maintenir au second.
Le 1er juillet 1978 Le Mouvement écologique deviendra formellement la Coordination interrégionale des mouvements écologistes (Cime), intégrant SOS Environnement et d'autres mouvements écologistes.
En novembre 1979, à Dijon, est décidée la création d'un Mouvement d'écologie politique (MEP), qui prend forme en janvier 1980. Il est davantage orienté vers la politique (contrairement aux Amis de la Terre).
MEP et Amis de la Terre s'opposent à nouveau aux assises de Lyon, en 1980, à propos du mode de désignation du candidat vert à l'élection présidentielle de 1981. L'écologie politique apparaît divisée. Brice Lalonde, soutenu par les Amis de la Terre, bat le candidat du MEP Philippe Lebreton lors de primaires écologiques (les premières du genre en France). Candidat unique des écologistes à l'élection présidentielle, il obtient 1 126 254 voix (3,88 % des suffrages) avec le slogan « Aujourd'hui l'écologie » sous la formation Aujourd'hui l'écologie. Après la présidentielle, certains écologistes, principalement du Réseau des amis de la Terre, créent la Confédération écologiste qui deviendra en 1983 Les Verts - Confédération écologiste et participera à la création des Verts en 1984.
Le 1er novembre 1982, à l'assemblée générale de Saint-Prix (Val-d'Oise), le MEP devient Les Verts, Parti écologiste, ancêtre des Verts, qui sera un « vrai » parti politique et non plus une coalition d’associations diverses. La plupart des membres du MEP adhèrent au nouveau parti Vert, tandis que Brice Lalonde s'en écarte pour se rapprocher du Parti socialiste (il ira fonder Génération écologie en 1989-90).